# 존 오고노브스키
존 알렉산더 오그노프스키(John Alexander Ogonowski, 1951년 2월 24일 ~ 2001년 9월 11일)는 미국의 파일럿이자 농업인이다. 미국 매사추세츠주 드라쿠트에서 태어난 오그노브스키는 매사추세츠 주에서 대형 농업을 하고 있었으며, 캄보디아에서 이민을 온 농업인을 돕는 새로운 지속 가능한 농업 프로젝트를 지원하고 있었다. 2001년 9월 11일, 9.11 테러가 일어났을 당시 아메리칸 항공 11편의 기장이었으며, 비행기 납치범에게 살해되었다.

## 일생
오그노브스키는 매사추세츠주 로웰의 로웰 카톨릭 고등학교를 졸업했다. 이후 나중에 매사추세츠 로웰 대학교가 되는 로웰 기술 연구소에 들어가고 사교클럽 피 람다 파이의 멤버가 되었다. 1974년 원자력공학 학사 학위를 받고 졸업한다.
이후 베트남 전쟁 시기 미국 공군에 입대하여 찰스턴 공군기지에 들어가 때때로 아메리카-아시아를 왕복하는 록히드 C-141 스타리프터를 조종했다. 대위 계급에서 은퇴했다.
1978년부터는 민간 비행기 조종사가 되었다. 23년 동안 아메리칸 항공에서 근무하며 연합 조종사 위원회에 가입했다.
2001년 9월 11일, 아메리칸 항공 11편의 기장으로 비행기를 몰던 도중 비행기 납치범에게 살해되었다.